# Ermo
Ermo is een gemeente in de Braziliaanse deelstaat Santa Catarina. De gemeente telt 1.857 inwoners (schatting 2009).

## Aangrenzende gemeenten
De gemeente grenst aan Araranguá, Jacinto Machado, Sombrio en Turvo.